# Csong Hevon
Csong Hevon (hangul: 정해원, handzsa: 丁海遠, RR: Chung Hae-won), (1959. július 1. – 2020. május 1.) válogatott dél-koreai labdarúgó, csatár, edző.

## Pályafutása
1983 és 1991 között a Daewoo Royals labdarúgója volt. 1980 és 1990 között 58 alkalommal szerepelt a dél-koreai válogatottban és 21 gólt szerzett. Részt vett az 1988-as szöuli olimpián és az 1990-es olaszországi világbajnokságon. Tagja volt az 1980-as és az 1988-as Ázsia-kupán ezüstérmes együttesnek.
Visszavonulása után 1994-ben a Daewoo Royals edzője, majd 1999 és 2001 között a Csonnam Dragons segédedzője volt. 2003 és 2005 között saját ifjúsági labdarúgó akadémiájának az edzőjeként tevékenykedett.

## Sikerei, díjai
Dél-Korea
- Ázsia-kupa
  - ezüstérmes (2): 1980, 1988